# Live to Tell
Live to Tell ist ein Lied von Madonna aus dem Jahr 1986, das von ihr und Patrick Leonard geschrieben wurde. Zudem wurde es für den Soundtrack zum Film Auf kurze Distanz verwendet.

## Geschichte
Nachdem Madonna ihre The Virgin Tour beendet hatte, nahm sie mit Patrick Leonard und Stephen Bray das Album True Blue auf. Ursprünglich sollte Live to Tell Teil des Soundtracks zum Film Fire with Fire werden, doch da Paramount Pictures Leonards Songwriterqualitäten nicht zu schätzen wusste, wurde das Lied nicht für diesen Film verwendet. Als Madonna erfuhr, dass ihr damaliger Ehemann Sean Penn die Hauptrolle im Film Auf kurze Distanz spielte, sah sie ihre Chance, den Song als Bestandteil dieses Soundtracks einbringen zu können. Nachdem sich der Regisseur James Foley ein Demo des Songs angehört hatte, bewilligte man dies.
Live to Tell wurde weltweit am 26. März 1986 veröffentlicht. Ein Nummer-eins-Hit wurde die Ballade in den Vereinigten Staaten, Kanada und Italien.

## Musikvideo
Die Regie zum Musikvideo wurde von James Foley geführt, der auch die zu Papa Don’t Preach und True Blue übernahm. In der Handlung des Videos bietet Madonna den Song in einem dunklen Studio dar, nebenbei sieht man in Fadeouts Szenen aus dem Film Auf kurze Distanz.

## Coverversionen
- 1999: Berlin
- 1999: Bill Frisell
- 2007: Carol Welsman
- 2016: Lacuna Coil